# Liste der Fahnenträger der Olympischen Winterspiele 1960
Die Liste der Fahnenträger der Olympischen Winterspiele 1960 führt die Fahnenträger bei der Eröffnungsfeier auf.
Beim Einmarsch der Nationen zogen Athleten aller teilnehmenden Länder in die Blyth Arena ein. Bei der Eröffnungsfeier wurden die einzelnen Teams von einem Fahnenträger aus den Reihen ihrer Sportler oder Offiziellen angeführt, der entweder von ihrem jeweiligen Nationalen Olympischen Komitee (NOK) oder von den Athleten selbst bestimmt wurde.

## Reihenfolge
Die Länder betraten das Stadion in alphabetischer Reihenfolge in der Sprache der Gastgebernation, in diesem Fall Englisch. Diese Reihenfolge entspricht sowohl der Tradition als auch den Statuten des Internationalen Olympischen Komitees (IOK). Die US-amerikanische Mannschaft marschierte als Gastgebernation zuletzt ein. Der einzige Athlet aus Dänemark marschierte mit der norwegischen Mannschaft ein.

## Liste der Fahnenträger
Nachfolgend führt eine Liste die Fahnenträger der Eröffnungsfeier aller teilnehmenden Nationen auf, sortiert nach der Abfolge ihres Einmarsches. Die Liste ist zudem sortierbar nach ihrem Staatsnamen, nach Mannschaftskürzel, nach Anzahl der Athleten, nach dem Nachnamen des Fahnenträgers und dessen Sportart.

### Nach Nationen
| Abfolge | Nationalmannschaft        | Italienischer Name | Kürzel | Athleten | Eröffnungsfeier          | Eröffnungsfeier       |
| Abfolge | Nationalmannschaft        | Italienischer Name | Kürzel | Athleten | Fahnenträger             | Sportart              |
| ------- | ------------------------- | ------------------ | ------ | -------- | ------------------------ | --------------------- |
| 1       | Argentinien               | Argentina          | ARG    | 6        | María Cristina Schweizer | Ski Alpin             |
| 2       | Australien                | Australia          | AUS    | 30       | Vic Ekberg               | Eishockey             |
| 3       | Österreich                | Austria            | AUT    | 26       | Norbert Felsinger        | Eiskunstlauf          |
| 4       | Bulgarien                 | Bulgaria           | BUL    | 7        |                          |                       |
| 5       | Kanada                    | Canada             | CAN    | 44       | Robert Paul              | Eiskunstlauf          |
| 6       | Chile                     | Chile              | CHI    | 4        | Vicente Vera             | Ski Alpin             |
| 7       | Tschechoslowakei          | Czechoslovakia     | CZE    | 21       | Ján Starší               | Eishockey             |
| 8       | Finnland                  | Finland            | FIN    | 48       | Paavo Korhonen           | Nordische Kombination |
| 9       | Frankreich                | France             | FRA    | 26       | Benoît Carrara           | Skilanglauf           |
| 10      | Gesamtdeutsche Mannschaft | Germany            | GER    | 74       | Helmut Recknagel         | Skispringen           |
| 11      | Großbritannien            | Great Britan       | GRB    | 17       | John Moore               | Biathlon              |
| 12      | Ungarn                    | Hungary            | HUN    | 3        | János Bartha             | Offizieller           |
| 13      | Island                    | Iceland            | ICE    | 4        | Kristinn Benediktsson    | Ski Alpin             |
| 14      | Italien                   | Italy              | ITA    | 28       | Bruno Alberti            | Ski Alpin             |
| 15      | Japan                     | Japan              | JAP    | 41       | Junko Ueno               | Eiskunstlauf          |
| 16      | Südkorea                  | Korea              | KOR    | 7        |                          |                       |
| 17      | Libanon                   | Lebanon            | LEB    | 2        |                          |                       |
| 18      | Liechtenstein             | Liechtenstein      | LIC    | 5        |                          |                       |
| 19      | Niederlande               | Netherlands        | NET    | 7        | Cornelis Broekman        | Eisschnelllauf        |
| 20      | Neuseeland                | New Zealand        | NZE    | 4        | William Hunt             | Ski Alpin             |
| 21      | Norwegen                  | Norway             | NOR    | 29       | Knut Johannesen          | Eisschnelllauf        |
| 22      | Polen                     | Poland             | POL    | 13       | Józef Karpiel            | Nordische Kombination |
| 23      | Südafrika                 | South Africa       | SAF    | 4        |                          |                       |
| 24      | Spanien                   | Spain              | SPA    | 4        | Luis Sánchez             | Ski Alpin             |
| 25      | Schweden                  | Sweden             | SWE    | 47       | Einar Granath            | Ski Alpin             |
| 26      | Schweiz                   | Switzerland        | SWI    | 21       | Andreas Däscher          | Skispringen           |
| 27      | Türkei                    | Turkey             | TUR    | 2        | Zeki Şamiloğlu           | Ski Alpin             |
| 28      | Sowjetunion               | U.S.S.R            | URS    | 62       | Nikolai Sologubow        | Eishockey             |
| 29      | Vereinigte Staaten        | U.S.A.             | USA    | 79       | Donald McDermott         | Eisschnelllauf        |

### Nach Sportarten
| Sportart              | Nationen                                                                          | Anzahl |
| --------------------- | --------------------------------------------------------------------------------- | ------ |
| Biathlon              | Großbritannien                                                                    | 1      |
| Eishockey             | Australien – Sowjetunion – Tschechoslowakei                                       | 3      |
| Eiskunstlauf          | Japan – Kanada – Österreich                                                       | 3      |
| Eisschnelllauf        | Niederlande – Norwegen – Vereinigte Staaten                                       | 3      |
| Ski Alpin             | Argentinien – Chile – Island – Italien – Neuseeland – Schweden – Spanien – Türkei | 8      |
| Nordische Kombination | Finnland – Polen                                                                  | 2      |
| Skilanglauf           | Frankreich                                                                        | 1      |
| Skispringen           | Gesamtdeutsche Mannschaft – Schweiz                                               | 2      |
| Offizieller           | Ungarn                                                                            | 1      |
| unbekannt             | Bulgarien – Libanon – Liechtenstein – Südafrika – Südkorea                        | 5      |